# Carl Christian Franz Radefeld
Carl Christian Franz Radefeld (Jena, 1788. − 1874.), njemački kartograf koji je djelovao u Augsburgu tijekom 19. stoljeća.
Studirao je teologiju i pravo u Jeni i od 1811. godine počinje raditi kao odvjetnik. Kartografijom se aktivnije počinje baviti ranih 1840-ih godina kada ostvaruje plodnu suradnju s izdavačem J. Meyerom odnosno njegovom kućom Bibliographisches Institut. Poznat je po kvalitetnim geopolitičkim zemljovidima, osobito onim u atlasima Atlas Zum Handgebrauche für die Gesammte Erdbeschreibung iz 1841. odnosno Grosser Hand-Atlas iz 1846. godine.

## Opus
- Atlas Zum Handgebrauche für die Gesammte Erdbeschreibung (1841.)
- Europaeisches Russland (1844.)
- Neueste Karte der Ostindischen Inseln (1844.)
- Asiatisches Russland (1845.)
- Neueste Karte der Küstenländer des Schwarzen Meeres (1845.)
- Neueste Karte von Mexico (1845.)
- Provinz Pommern (1845.)
- Grosser Hand-Atlas Über Alle Theile Der Erde (1846.)
- Stromgebiet von Nordamerica nach den besten Quellen (1847.)
- Geognostische Karte der Nord-Americanischen Freistaaten (1860.)
- Neueste Karte von Australien (1860.)
- Neueste Karte von Hinter Indien (1860.)

## Poveznice
- Joseph Meyer
- Povijest kartografije

## Vanjske poveznice
- (njem.)(engl.) Monika Schmidt: Carl Christian Franz Radefeld[neaktivna poveznica]